# Falk Pingel
Falk Pingel (* 5. Mai 1944 in Danzig) ist ein deutscher Historiker.

## Leben
Falk Pingel wurde nach einem Studium der Geschichte 1976 an der Universität Bielefeld mit einer Arbeit über die nationalsozialistischen Konzentrationslager promoviert. Von 1973 bis 1983 und von 1997 bis 2000 lehrte er an der Universität Bielefeld. Ab 1983 war er als wissenschaftlicher Mitarbeiter und von 1993 bis zu seinem Ausscheiden im Jahr 2009 als stellvertretender Direktor des Georg-Eckert-Instituts – Leibniz-Institut für internationale Schulbuchforschung tätig. Von Oktober 2005 bis September 2006 fungierte er als geschäftsführender Direktor. Zudem war er von 2003 bis 2004 als Direktor für die Bildungsabteilung der OSZE-Mission in Bosnien und Herzegowina verantwortlich.

## Schwerpunkte
Falk Pingels Forschungsschwerpunkte sind der Nationalsozialismus, die deutsche Nachkriegsgeschichte in ihrer politischen, wirtschaftlichen und sozialen Dimension und die Inhalte und Methoden des internationalen Schulbuchvergleichs.

## Schriften (Auswahl)
- Grenzgänger. Aufsätze V&R Unipress, Göttingen 2009.
- mit Bernd Mütter: Die Ideologie des Nationalsozialismus. Unterrichtsmodell und Arbeitsbuch für die Sekundarstufe II. Studienverlag Brockmeyer, Bochum 1988.
- Häftlinge unter SS-Herrschaft. Widerstand, Selbstbehauptung und Vernichtung im Konzentrationslager. Hoffmann und Campe, Hamburg 1978.